# كاسالينكونترادا
كاسالينكونترادا (بالإيطالية: Casalincontrada)‏ هي بلدية في مقاطعة كييتي في إقليم أبروتسو الإيطالي.

## السكان
في سنة 1861 بلغ عدد السكان 1٬891 نسمة، وتطور العدد ليصل في سنة 2011 لـ 3٬153 نسمة.
يظهر هذا المخطط البياني تطور النمو السكاني لـ كاسالينكونترادا